# WhoFi
WhoFi ist eine nichtvisuelle biometrische Identifizierungstechnik, die Veränderungen von WLAN-Signalen auswertet, um Personen anhand der Wechselwirkungen ihres Körpers mit Funkwellen zu erkennen. Das Verfahren erzeugt aus der bloßen Anwesenheit einer Person in einem WLAN-Feld einen individuellen „biometrischen Fingerabdruck“, ohne dass die betroffene Person ein Gerät mitführen muss.

## Funktionsweise
Forscher der Universität La Sapienza in Rom berichten, dass individuelle Anatomie und Bewegung die WLAN-Signale auf reproduzierbar personenspezifische Weise verändern. Diese Beobachtungen stützen die Klassifikation als „tiefe“ bzw. „volumetrische“ Biometrie, die über oberflächliche Merkmale hinausgeht. Kern von WhoFi ist die Analyse von Kanalzustandsinformationen (Channel State Information, CSI). Wenn WLAN-Signale auf den menschlichen Körper treffen und ihn durchdringen, verändern sich Amplitude und Phase der Funkwellen durch Reflexion, Brechung, Beugung (Diffraktion), Streuung und Absorption auf eine für jede Person charakteristische Weise. Diese Muster fungieren als biometrische Signatur, die sich aus Anatomie und Bewegung ergibt. Die aus den CSI extrahierten Merkmale werden in einem modularen Deep Neural Network weiterverarbeitet, welches die Identität anhand der Signatur klassifiziert. Moderne WLAN-Systeme liefern aufgrund ihrer Sende- und Antennentechnik bereits detaillierte Umgebungsdaten, die für diese Auswertung genutzt werden können.

## Begriff und Einordnung
Der Name „WhoFi“ ist ein Kofferwort aus „Who“ (Wer) und „WiFi“ (WLAN). Die Methode wird als Form „tiefer“ bzw. „volumetrischer“ Biometrie eingeordnet, da sie nicht auf äußere Merkmale wie Gesicht, Fingerabdruck oder Iris angewiesen ist, sondern volumetrische Eigenschaften des gesamten Körpers nutzt. Im Unterschied zu visuellen Verfahren kann WhoFi Personen auch bei Dunkelheit, hinter Hindernissen oder bei verdeckten Gesichtern identifizieren. Damit erweitert es den Anwendungsbereich biometrischer Systeme über traditionelle, licht- und sichtlinienabhängige Sensorik hinaus.

## Anwendungsmöglichkeiten
- Älterenbetreuung und Sicherheit: Überwachung ohne Kameras, etwa zur Sturzerkennung in Wohnumgebungen, in denen Bildaufnahmen unerwünscht sind.
- Katastrophenschutz: Lokalisierung vermisster Personen, wenn optische Systeme an ihre Grenzen stoßen.
- Smart Home: Präsenz- und Personenzählung zur Automatisierung (z. B. Lichtsteuerung) sowie gestenbasierte Interaktion, sofern Bewegungsrichtung und Muster erkannt werden.

## Datenschutz und Ethik
Befürworter verweisen darauf, dass keine sichtbaren Bilddaten anfallen. Kritiker betonen jedoch die Ubiquität und Intransparenz des Verfahrens: Allein die physische Präsenz im WLAN-Feld genügt zur Erfassung, ein „Opt-out“ ist praktisch nicht möglich. Dies wirft Fragen zu Zustimmung, Datenhoheit, Missbrauchsrisiken und der Neujustierung von Privatheit auf.

## Technische Umsetzung und Grenzen
CSI-Daten lassen sich mit handelsüblichen WLAN-Netzwerkkarten erfassen, was die Hürden für Prototypen und Tests senkt. Gleichzeitig erzeugt die Gewinnung und Übertragung umfangreicher Zusatzdaten Systemlast, die insbesondere in Hochgeschwindigkeitsnetzen und mobilen Szenarien problematisch sein kann. WhoFi gilt als robust in anspruchsvollen Umgebungen, da Funkwellen Hindernisse durchdringen und unabhängig von Lichtbedingungen nutzbar sind. Gleichwohl hängt die Leistungsfähigkeit von Faktoren wie Antennenkonfiguration, Umgebungsdynamik und der Qualität der Modellierung der CSI-Muster ab.